# ارنست اند یانگ
ارنست اند یانگ (به انگلیسی: Ernst & Young) شرکت خدمات حرفه‌ای چندملیتی است، که به همراه شرکت‌های دیلویت، کی‌پی‌ام‌جی و پرایس واتر هاوس کوپرز در فهرستی تحت عنوان چهار حسابرس بزرگ در سطح بین‌المللی شناخته می‌شوند. این شرکت در ۱۴۰ کشور جهان فعالیت حرفه‌ای دارد و دفتر مرکزی آن در شهر لندن مستقر می‌باشد. هم‌اکنون مارک واینبرگر مدیرعامل و رئیس هیئت مدیره شرکت ارنست اند یانگ می‌باشد.

## خدمات
خدمات این شرکت در بر گیرندهٔ حسابرسی، مشاوره مالی، حقوقی، تجاری، راهبردی و حسابرسی مالیاتی می‌باشد.

## ساختار
این شرکت ساخته شده از صدها دفتر کوچکتر است. شرکت‌ها بر اساس مکان جغرافیایی، به صورت زیر تقسیم می‌شوند:
- اروپا، خاورمیانه، هند، آفریقا
- آمریکای شمالی و جنوبی
- خاور دور
- اقیانوسیه
- ژاپن

## فهرست تعدادی از مشتریان
- دولتی: دولت فدرال ایالات متحده آمریکا، وزارت دادگستری آمریکا، وزارت بهداشت آمریکا، وزارت مهاجرت آمریکا و بانک ملی ایران
- خبرگزاری: آسوشیتد پرس، تایم وارنر، گروه ویرجین (بخش رسانه)
- تکنولوژی: شرکت اپل، گوگل، اینتل، توشیبا، فیس‌بوک.